# Abszyt
Abszyt – akt dymisji; termin używany zwłaszcza w dawnej biurowości wojskowej, z niemieckiego Abschied (pożegnanie). 
W dawnej Polsce zwolnienie ze służby wojskowej, z niemieckiego Abschied, Abschied nehmen. Na Śląsku abszyt oznaczał także wyrok sądu. W języku potocznym funkcjonowało natomiast powiedzenie: dać abszyt, co oznaczało „odprawić kogoś z kwitkiem“, również w przypadku starań o rękę niewiasty.